# سایه‌های بلند باد
سایه‌های بلند باد فیلمی از بهمن فرمان‌آرا است که براساس داستان «معصوم اول» هوشنگ گلشیری و با بازی فرامرز قریبیان، سعید نیک‌پور و حسین کسبیان سال ۱۳۵۷ در روستای هنجن ساخته شد.

## خلاصه
مترسکی با چهره‌ای سفید و دو دست چوبی، که دو پرنده به آن آویزان است، در کشتزار است. عبدالله (فرامرز قریبیان)، که تنها رانندهٔ روستا است، روی چهرهٔ سفید مترسک چشم و دهان و بینی می‌کشد و کلاه خود را سر آن می‌گذارد. صبح روز بعد پیرزنی به نام ننه صغری در مواجهه با مترسک از هوش می‌رود...

## بازیگران
- فرامرز قریبیان
- سعید نیک‌پور
- حسین کسبیان
- آتش خیر
- فریدون یوسفی
- آقاجان رفیعی
- کیومرث ملک‌مطیعی
- ملیحه نظری
- سامی تحصنی
- اسماعیل محمدی
- مینو ابریشمی
- مهری مهرنیا
- محمد حاج‌حسینی
- اشرف کاشانی
- پریدخت اقبال‌پور
- نادیا خلیل‌پور